# Герман Молль
 Герман Молль (англ. Herman Moll; 1654 — 1732) — англійський картограф, гравер та публіцист.
1701 р. він опублікував свою першу роботу під назвою «Система географії» (A System of Geography). Хоча вона за своїм змістом не мала нічого нового в порівнянні з його попередньою роботою (Thesaurus Geographicus), вона допомогла йому заявити про себе як про позаштатного картографа. Протягом багатьох років ця робота мала вплив серед інших видавців.

## Карти України

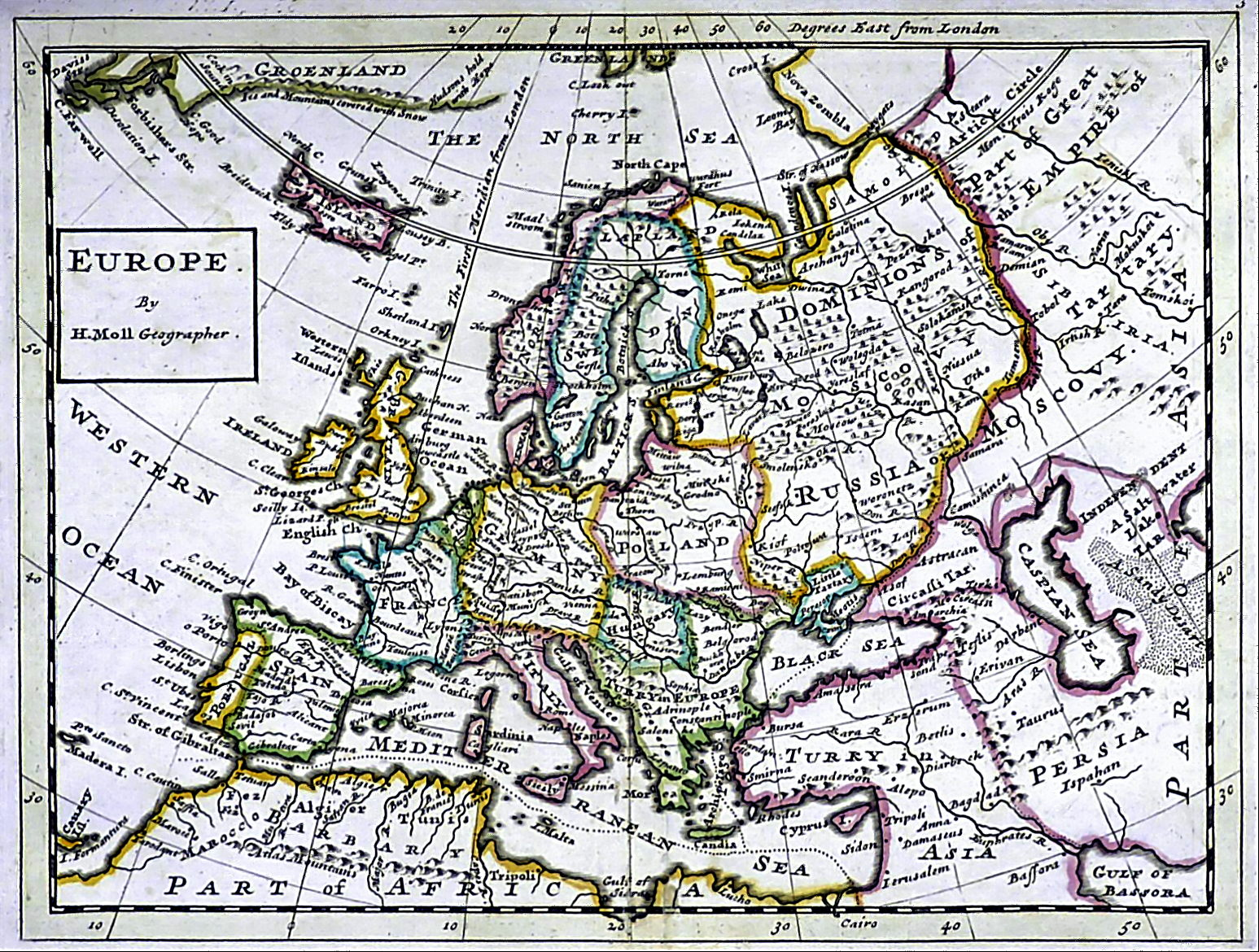
Герман Молль. Європа. З атласу «Atlas minor», 1736

1701 р. Карта (THE KINGDOME OF POLAND WITH ITS CONFINES,). До карти додано детальний опис Польщі. Українські землі на карті представлені Червоною Руссю (RUSSIA RUBRA), Волинню (VOLHINIA) та Поділлям (PODOLIA). Волинь та Поділля об'єднані під спільною назвою VKRAINE THE COUNTRY COSAQUES (Україна Країна Козаків)..
1709 р. Карта — «Poland» (Польща…). Лівобережна Україна — VRKRAN MOSKOVIA (Україна Московська), Південь Правобережної України — VRKRAN..
1710 р. Карта — «Muscovy or Russia. Muscovia, aut Alba Russia» (Московія або Росія). Українські землі в складі Речі Посполитої — POLISH URKRAN (Польська Україна), в складі Росії — RUSSIAN URKRAN (Російська Україна)..
1711 р. Карта — «Poland. According to the Newest Observations By H. Moll Geographer» (Польща…). Видавництво Лондон. Наддніпрянщина (Правобережна та Лівобережна) позначена як UCRAIN (Україна), Галичина — RED RUSSIA (Червона Русь)..
1715 р. Карта — «Poland» (Польща…). Лівобережна Наддніпрянщина позначена як URCRAN MOSKOVIA (Україна Московська), частина Правобережної Наддніпрянщини — POLISH URCRAN (Польська Україна)..
.
1719–1736 рр. атлас — «A New and Complete Atlas» (Новий та повний атлас). Видавництво Лондон. В атласі поміщені карти: «The Dominions of Muscovy in Europe by Herman Moll» (Володіння Московії в Європі) та «The Dominions of Muscovy or Russia by Herman Moll» (Володіння Московії або ж Росії). На мапі «Володіння Московії в Європі» Лівобережна Україна позначена як UKRAIN (Україна)..
1720 р. Мапа — «The Turkish Empire in Europe, Asia & Africa» (Турецька імперія). Наддніпрянщина (Правобережна та Лівобережна) позначена як URKRAIN (Україна). На карті показано місце Полтавської битви (1709 р.)..
1730 р. Мапа — "To His Most Serene and August Majesty Peter Alexovitz absolute lord of Russia &c. this map of Moscovy, Poland, Little
Tartary, and ye Black Sea &c. is most humbly dedicated, " (Карта Московії, Польщі, Малої Тартарії та Чорного моря). Наддніпрянщина (Правобережна та Лівобережна) позначена як URKRAIN (Україна) та COSSACKS (Козаки), Галичина — RED RUSSIA (Червона Русь)..